# DOAP
DOAP (Description Of A Project) es un vocabulario dentro de la Web semántica desarrollado por Edd Dumbill para describir proyectos de software libre mediante RDF, y que así puedan ser procesados fácilmente de una manera automática.

## Ejemplo
Un ejemplo sencillo de la serialización en RDF/XML de la descripción de un proyecto:
```
<?xml version="1.0" encoding="utf-8"?>
<rdf:RDF xmlns:rdf="http://www.w3.org/1999/02/22-rdf-syntax-ns#"
         xmlns:doap="http://usefulinc.com/ns/doap#"
         xml:lang="en"
>
  <doap:Project>
    <doap:name>Semantic Web Archive of Mailing Lists</doap:name>
    <doap:shortname>SWAML</doap:shortname>
    <doap:homepage rdf:resource="http://web.archive.org/web/http://swaml.berlios.de/"/>
    <doap:created>2005-09-24</doap:created>
    <doap:wiki rdf:resource="http://web.archive.org/web/http://swaml.berlios.de/wiki"/>
    <doap:bug-database rdf:resource="http://web.archive.org/web/http://swaml.berlios.de/bugs"/>
    <doap:programming-language>python</doap:programming-language>
    <doap:license rdf:resource="http://web.archive.org/web/http://usefulinc.com/doap/licenses/gpl"/>
    <doap:download-page rdf:resource="http://web.archive.org/web/http://swaml.berlios.de/#files"/>
    <doap:download-mirror rdf:resource="http://web.archive.org/web/http://swaml.berlios.de/files"/>
    <doap:repository>
      <doap:SVNRepository>
        <doap:module>swaml</doap:module>
        <doap:browse rdf:resource="http://svn.berlios.de/wsvn/swaml"/>
      </doap:SVNRepository>
    </doap:repository>
  </doap:Project>
</rdf:RDF>

```